# جوزف رابسون تانر
جوزف رابسون تانر (انگلیسی: Joseph Robson Tanner; ۲۸ ژوئیهٔ ۱۸۶۰ – ۱۶ ژانویهٔ ۱۹۳۱) یک مورخ انگلیسی، متخصص در مورد  ساموئل پیپس، نویسنده نشریات متعدد و عضو  کالج سنت جان، کمبریج بود.